# 宮城県築館高等学校瀬峰校
宮城県築館高等学校瀬峰校（みやぎけんつきだてこうとうがっこうせみねこう）とは、かつて宮城県栗原市瀬峰にあった、県立高校の分校である。
2007年3月に閉校し、本校に統合された。

## 閉校時の設置学科
- 全日制課程　
  - 普通科

## 沿革
- 1948年 - 宮城県築館女子高等学校藤里分校として創立（当時は定時制課程）。
- 1951年 - 宮城県築館女子高等学校瀬峰分校に名称変更。
- 1963年 - 築館高等学校高清水分校と築館女子高等学校瀬峰分校を統合して，当時の築館高等学校瀬峰分校となった。
- 1971年 - 全日制課程に移行。
- 2005年 - 生徒募集停止。
- 2007年 - 閉校。

## 閉校時の所在地
- 栗原市瀬峰藤沢瀬嶺53-3